# Storbritannien ved vinter-OL 2018
Storbritannien deltager i vinter-OL 2018 i Pyeongchang, Sydkorea i perioden 9. – 25. februar 2018.

## Deltagere
Følgende atleter vil deltage i nedennævnte sportsgrene: 
| Sportsgren            | Herrer | Damer | Total |
| --------------------- | ------ | ----- | ----- |
| Alpint skiløb         | 2      | 2     | 4     |
| Bobslæde              | 8      | 2     | 10    |
| Curling               | 5      | 5     | 10    |
| Kælk                  | 2      | 0     | 2     |
| Kunstskøjteløb        | 1      | 1     | 2     |
| Langrend              | 3      | 1     | 4     |
| Short track skøjteløb | 2      | 3     | 5     |
| Skeleton              | 2      | 2     | 4     |
| Skiskydning           | 0      | 1     | 1     |
| Snowboard             | 3      | 3     | 6     |
| Total                 | 28     | 20    | 48    |

## Medaljer
| 2018 Pyeongchang | Guld | Sølv | Bronze | Total |
| Storbritannien   | 1    | 0    | 4      | 5     |

### Medaljevindere
| Medalje | Navn            | Sport            | Event               | Dato        |
| ------- | --------------- | ---------------- | ------------------- | ----------- |
| Guld    | Lizzy Yarnold   | Skeleton         | Damer               | 17. februar |
| Bronze  | Dominic Parsons | Skeleton         | Herrer              | 16. februar |
| Bronze  | Izzy Atkin      | Freestyle skiløb | Damernes Slopestyle | 17. februar |
| Bronze  | Laura Deas      | Skeleton         | Damer               | 17. februar |
| Bronze  | Billy Morgan    | Snowboarding     | Mændenes Big Air    | 24. februar |